# Mafra (palác)

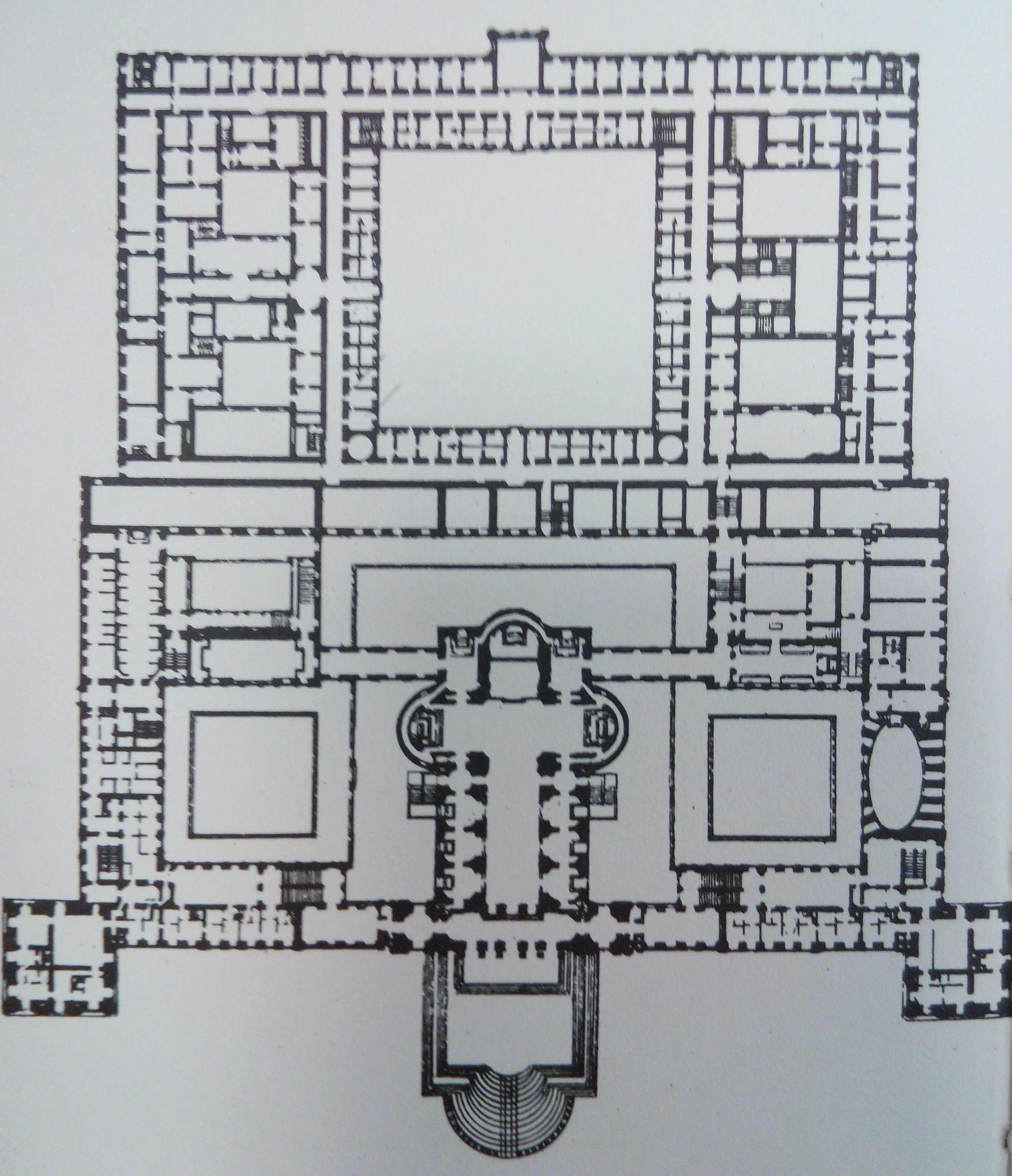
Půdorys paláce

Palác Mafra (portugalsky Palácio Nacional de Mafra) je monumentální komplex paláce a kláštera s kostelem v Mafře v Portugalsku, obklopený okrasnou zahradou a parkem s loveckou oborou. Leží cca 40 km severně od hlavního města Lisabonu. Byl postaven v letech 1717–1730 v barokním a klasicistním italském stylu na objednávku portugalského krále Jana V. Palác je jednou z nejokázalejších portugalských barokních staveb.
Palácový komplex tvoří šest symetricky rozmístěných budov. Přední fasáda je dlouhá 220 metrů. Celý komplex se rozkládá na ploše 37 790 m², má asi 1 200 pokojů, více než 4 700 oken a dveří a 156 schodišť. Na střední ose vstupního průčelí je umístěna trojlodní dvouvěžová bazilika s kupolí nad příčnou lodí, zasvěcená Panně Marii a sv. Antonínovi. Téměř pět metrů vysoký obraz Panny marie se sv. Antonínem pro hlavní oltář dodal z Říma Francesco Trevisani, odkud byly dovezeny i kolosální sochy světců. Také na vybavení světských interiérů se podílela řada italských výtvarníků. Budovy mají celkem osm dvorů.
Palác je největší královskou rezidencí v Portugalsku a jednou z největších staveb v Evropě vybudovaných v 18. století. Sloužil rovněž jako klášter františkánů (ke klášteru náleži impozantní knihovna s 30 000 tituly). Komplex měl být portugalským protějškem madridského Escorialu. Po pádu monarchie 5. října 1910 vzniklo v paláci muzeum. Celý komplex byl 7. července 2019 na zasedání v Baku zapsán na seznamu světového dědictví UNESCO.

## Historie
Ke stavbě kláštera se zavázala manželka Jana V., královna Marie Anna, pokud porodí následníka trůnu. Po narození princezny Marie Barbary (1711) Jan naplnil její slib vděčnosti a zadal projekt paláce. 17. listopadu 1717 byly práce na stavbě zahájeny se záměrem vybudovat konvent pro třináct františkánských bratří. Záhy však mohutné zisky z těžby koloniálního brazilského zlata a diamantů umožnily změnu záměru Jana V., který se rozhodl pro výstavbu velkého paláce. 
V čele projektu stál architekt německého původu Johann Friederich Ludwig,  naturalizovaný v Portugalsku pod jménem João Frederico Ludovice. Kromě něj a pod jeho vedením pracovali architekti Carlos Baptista Garbo, Custódio Vieira a Manuel da Maia, kteří do projektu vnesli styl římského baroka. Zásadně přepracovali plány a měřítko staveb a započala výstavba velkého paláce, na které pracovalo více než 52 tisíc dělníků z různých zemí a po třinácti letech ji dokončil architektův syn.
Konvent ve výsledné realizaci umožnil ubytovat až 330 františkánských mnichů, aniž by bylo nutno redukovat velikost projektovaného paláce. Palác byl otevřen osmidenní sérií oslav 22. října 1730 na počest 41. narozenin krále.
Portugalská královská rodina nikdy nevyužívala palác v Mafře jako své stálé sídlo; sloužil jako reprezentačnbí rezidence, k příležitostnému pobytu či jako místo odpočinku členů rodiny. Překrásné lesy v okolí byly skvělým prostorem k lovu pro řadu portugalských knížat, holdujících této vášni.
Za vlády krále Jana VI. byl palác nově zařízen. Při jeho útěku před Napoleonem v roce 1807 byla většina nejlepšího mobiliáře a uměleckých děl odvezena do Brazílie. V době napoleonských válek zde měl své sídlo francouzský generál Junot, poté velitel anglických vojsk vévoda Welington.
V roce 1834, po občanské válce, která proti sobě postavila liberály stranící Marii II. a konzervativce na straně Michala II., nařídila královna Marie II. rozpuštění řeholních řádů, v důsledku čehož klášter v Mafře opustila část františkánských bratří. Poslední monarchové z domu Braganza užívali palác výlučně jako lovecký zámek a poslední král Manuel II. odešel v roce 1910 z kláštera do anglického exilu.

## Současnost
Palác byl v roce 1907 prohlášen za národní památku. V současnosti je budova v péči Ústavu portugalského architektonického dědictví (Instituto del Patrimonio Arquitectónico de Portugal), který zpřístupnilo královské reprezentační prostory jako muzeum. Stále zde pokračují různé programy restaurování a konzervace; nejdůležitější byla oprava fasády. Do programů obnovy jsou zapojeny mezinárodní instituce specializované na restaurování historických budov.
Dne 7. 7. 2007 palác postoupil mezi sedm finalistů v portugalské národní soutěži o novodobých sedm divů světa. V říjnu roku 2007 se zde uskutečnil 20. summit Rusko – EU.
Dne 10. listopadu 2020 papež František udělil kanonickou korunovaci obrazu Panny Marie Samoty v bazilice, kterou střeží Bratrstvo Nejsvětější svátosti.

## Odrazy v literatuře
- Z řady legend o Mafře nejznámější vypráví o velkých krysách, žijících v paláci a schopných pozřít člověka.
- Jiná pověst vysvětluje existenci tunelu spojujícího Mafru s obcí Ericeira, který použil král Manuel II. v roce 1910 při útěku do exilu.
- V románu laureáta Nobelovy ceny, portugalského spisovatele José Saramaga Memorial do convento (Paměti kláštera) (1982), česky – Baltazar a Blimunda (2002), je na příběhu jednoho obyvatele Mafry podána podrobně historie vzniku a stavby paláce. Saramago získal za román v roce 1984 Grand Prix PEN Clubu.

## Galerie

Palác Mafra - Palácio Nacional de Mafra
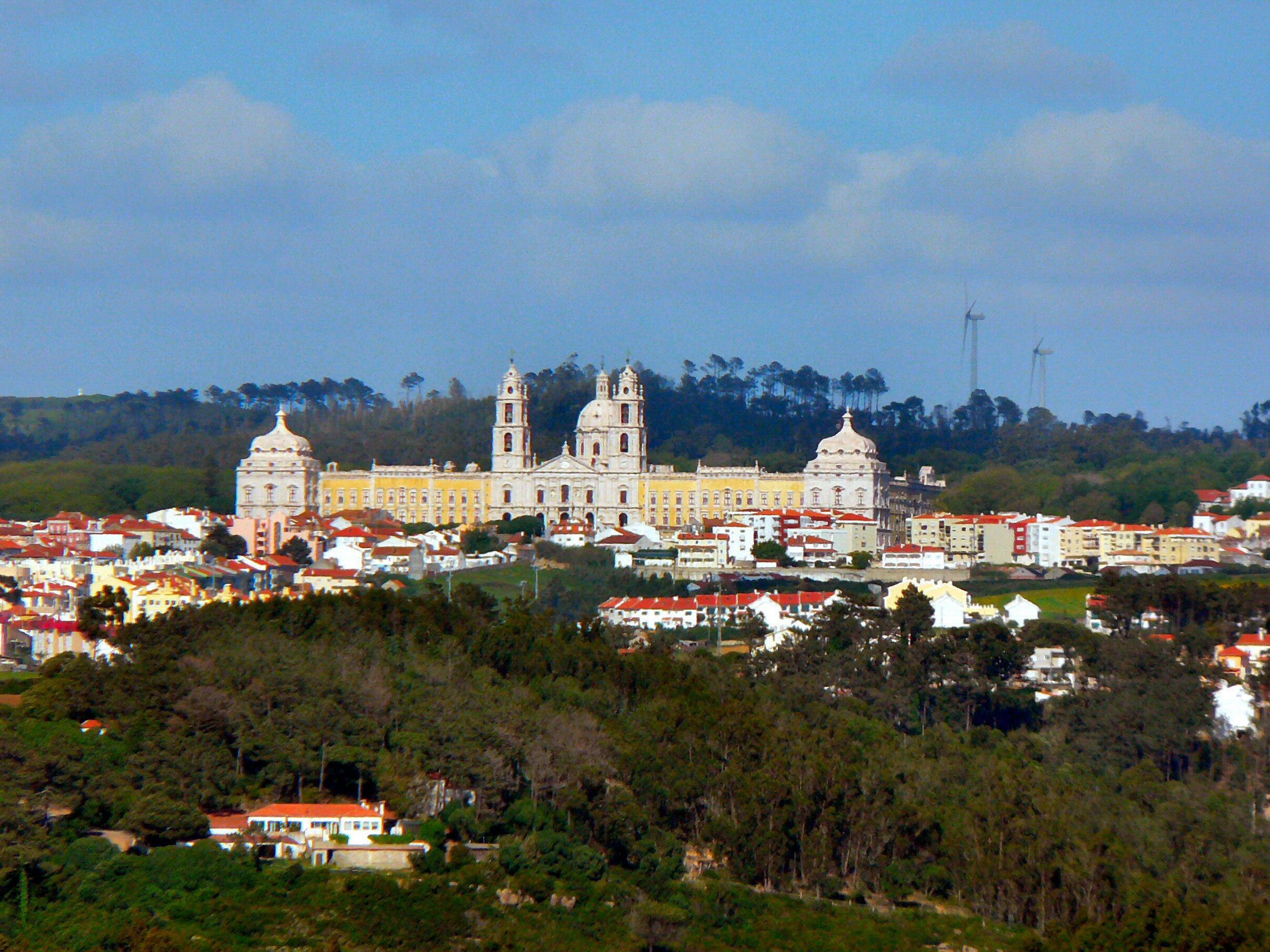
Palác v Mafře
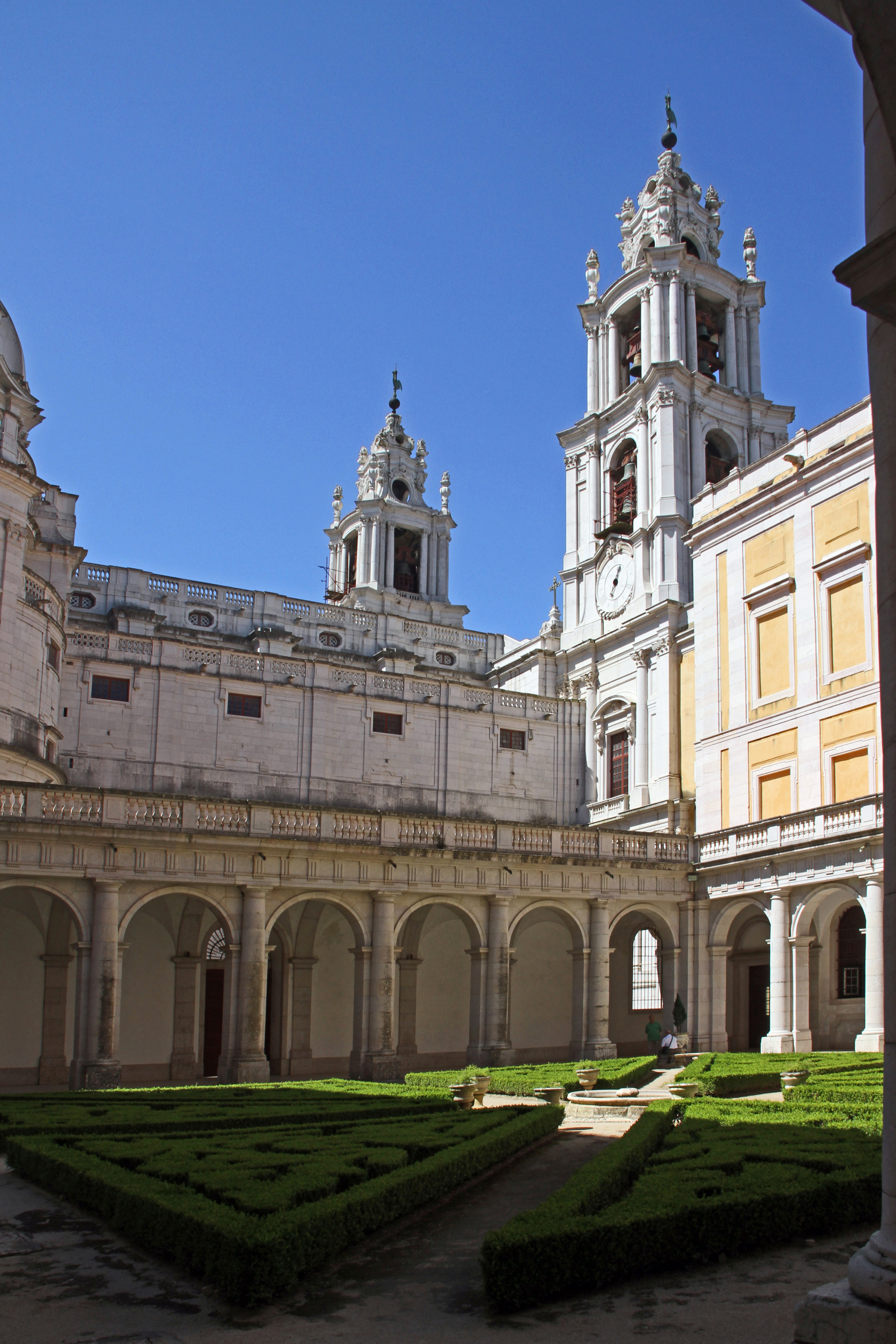
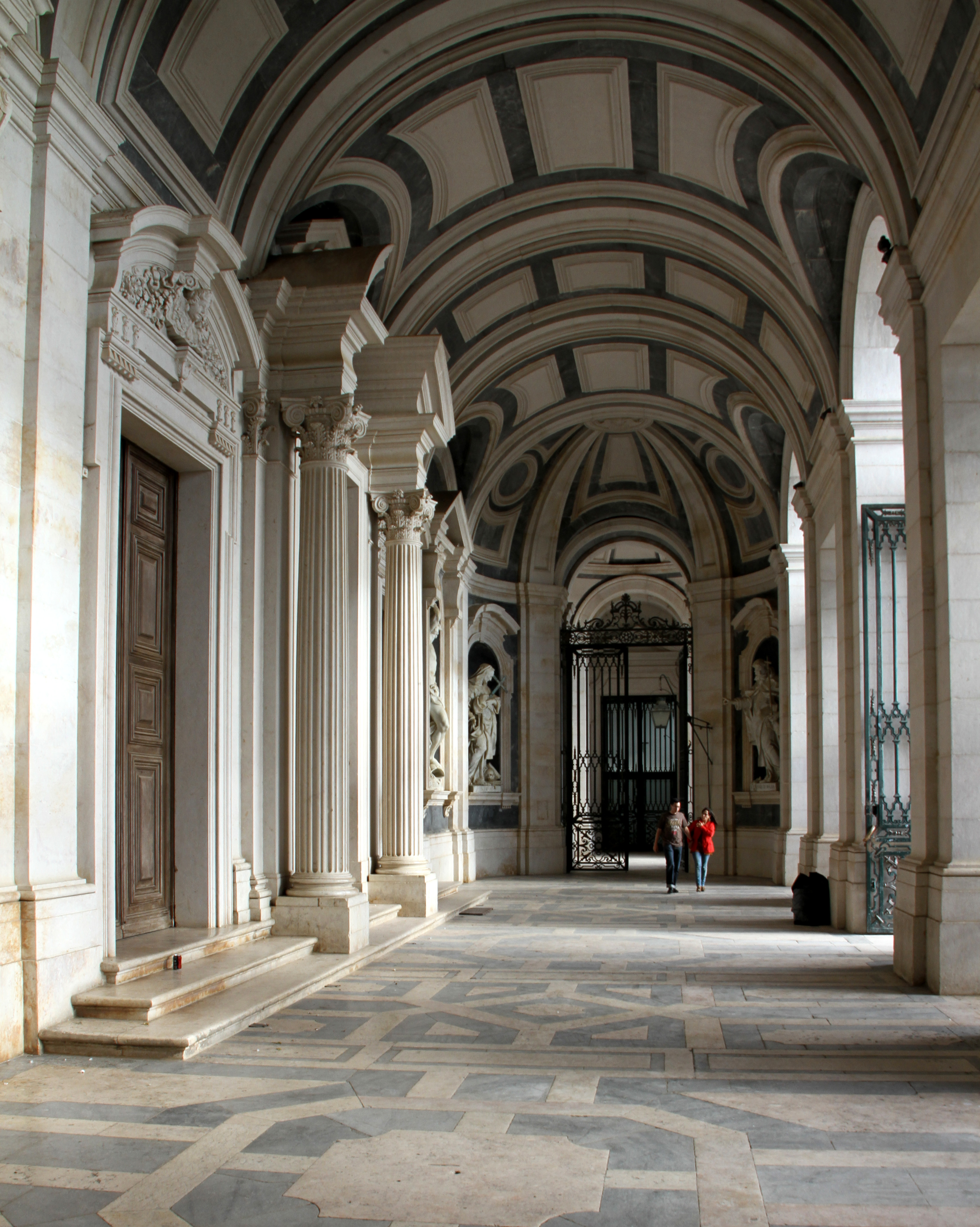
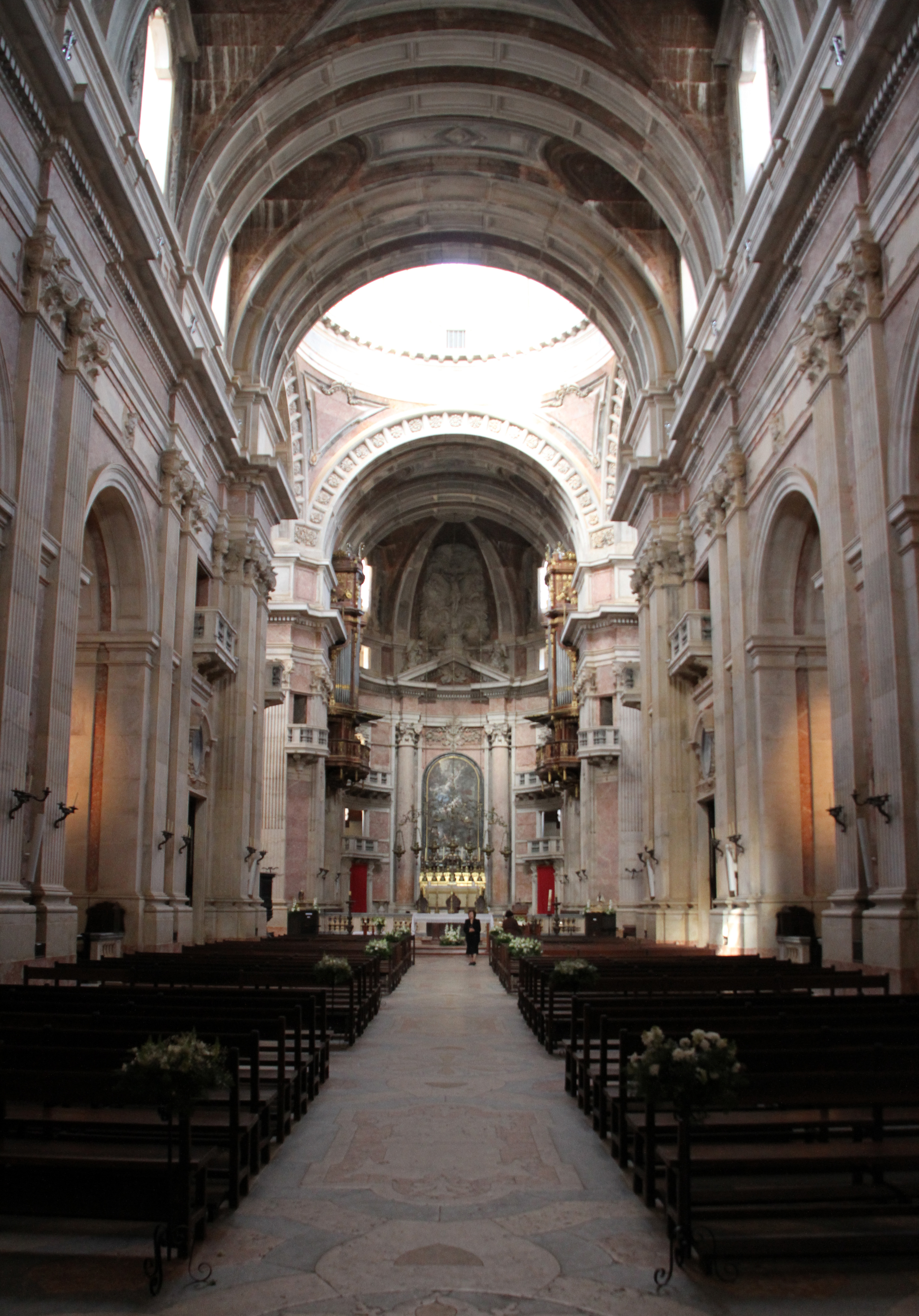
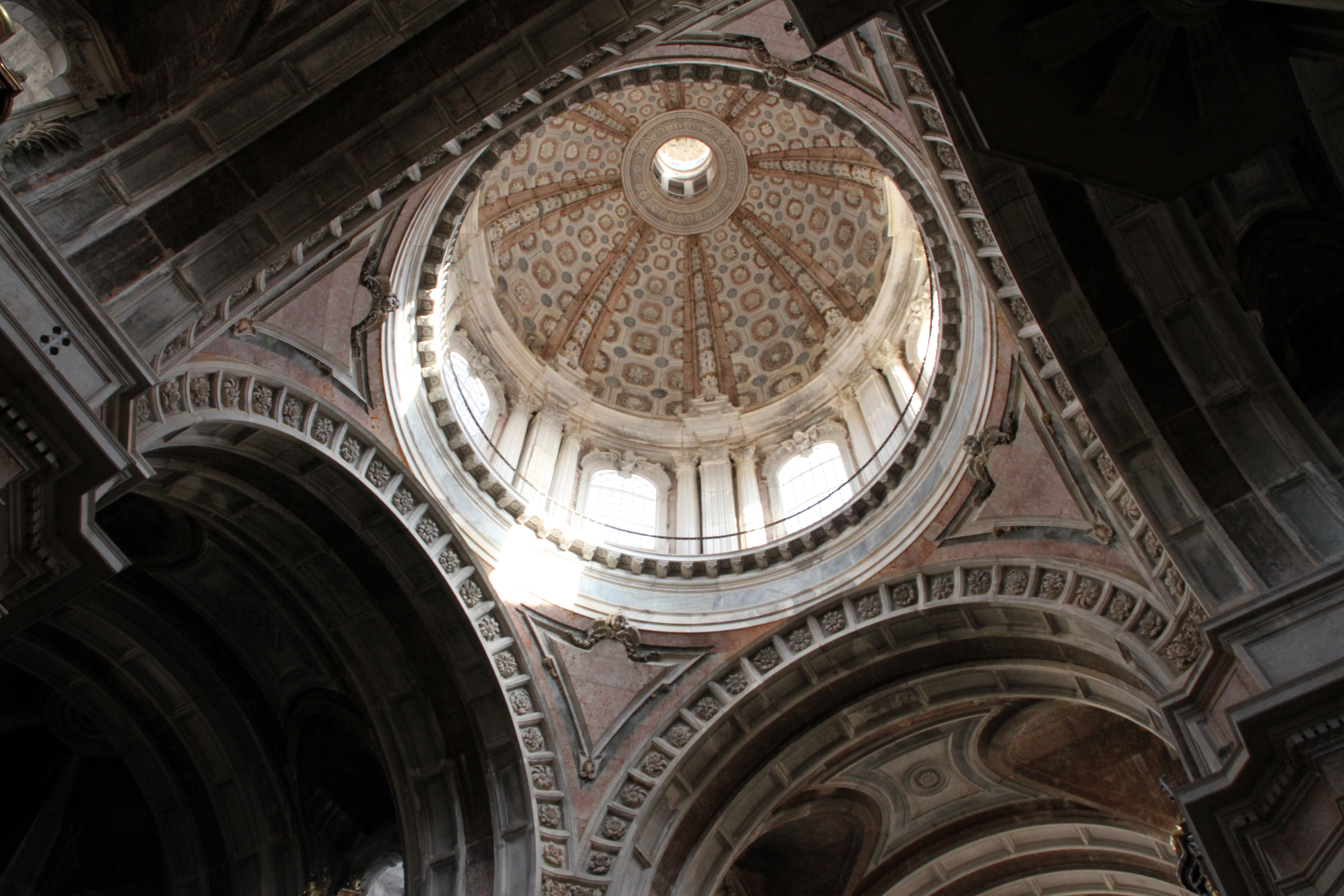
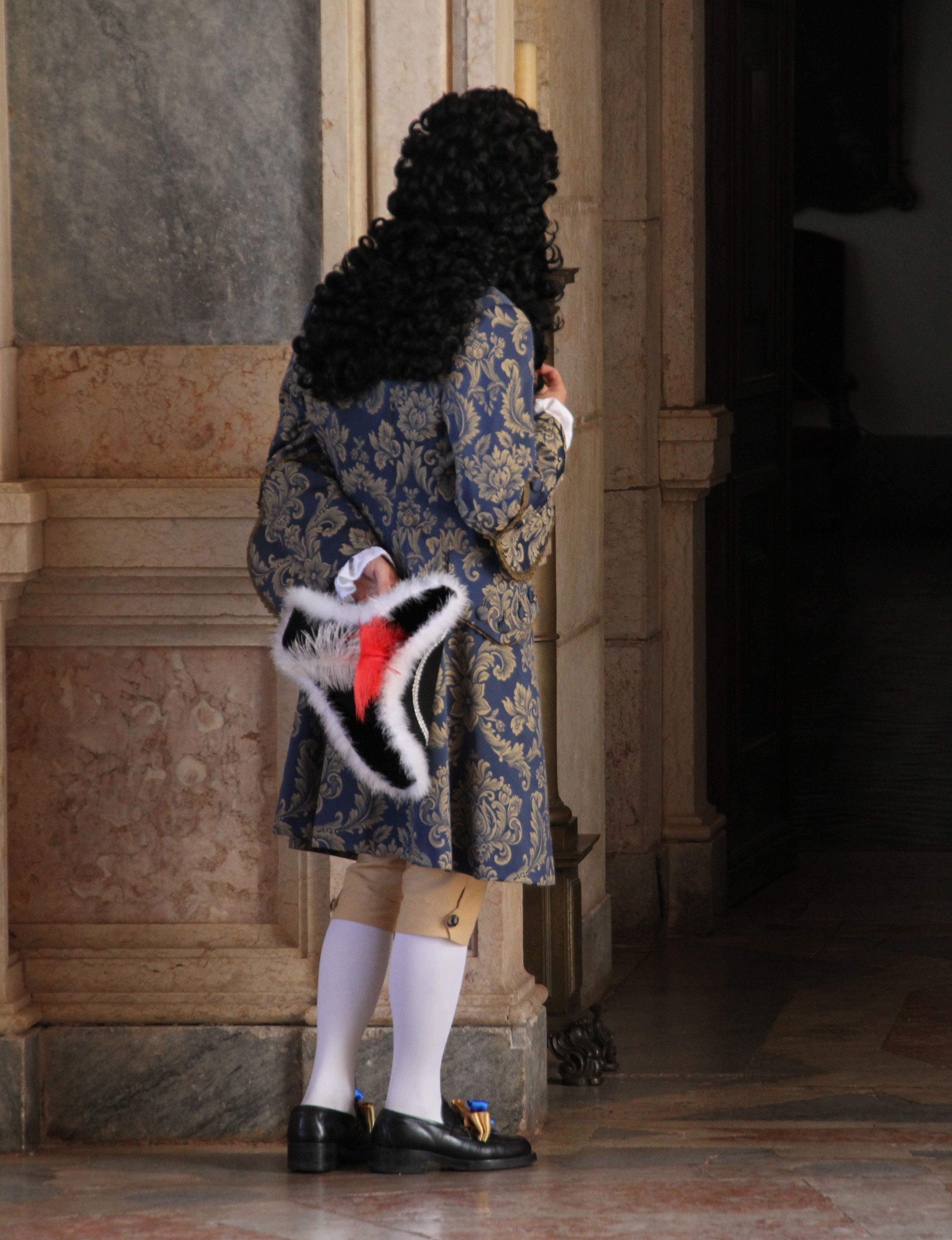
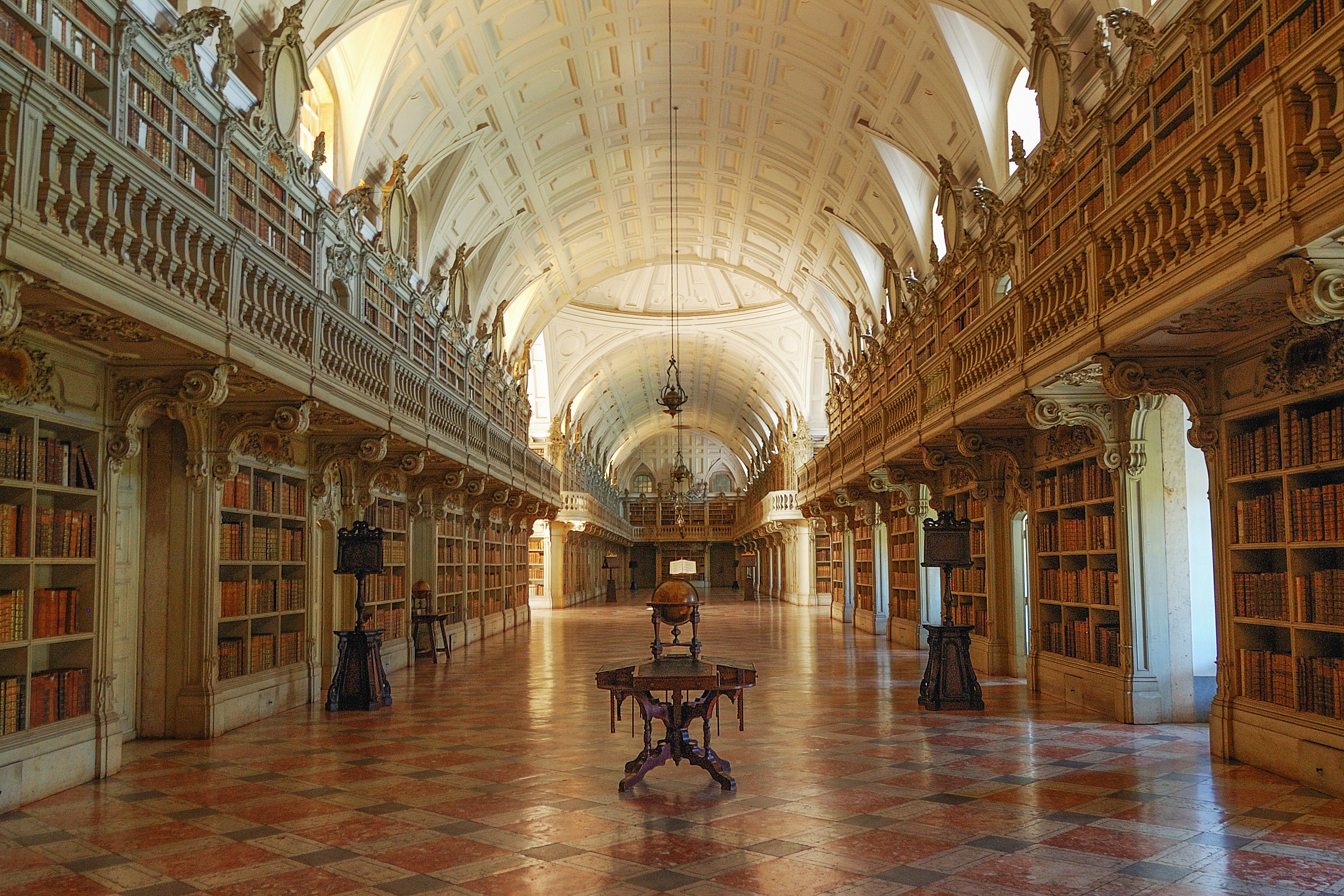
Knihovna paláce v Mafře
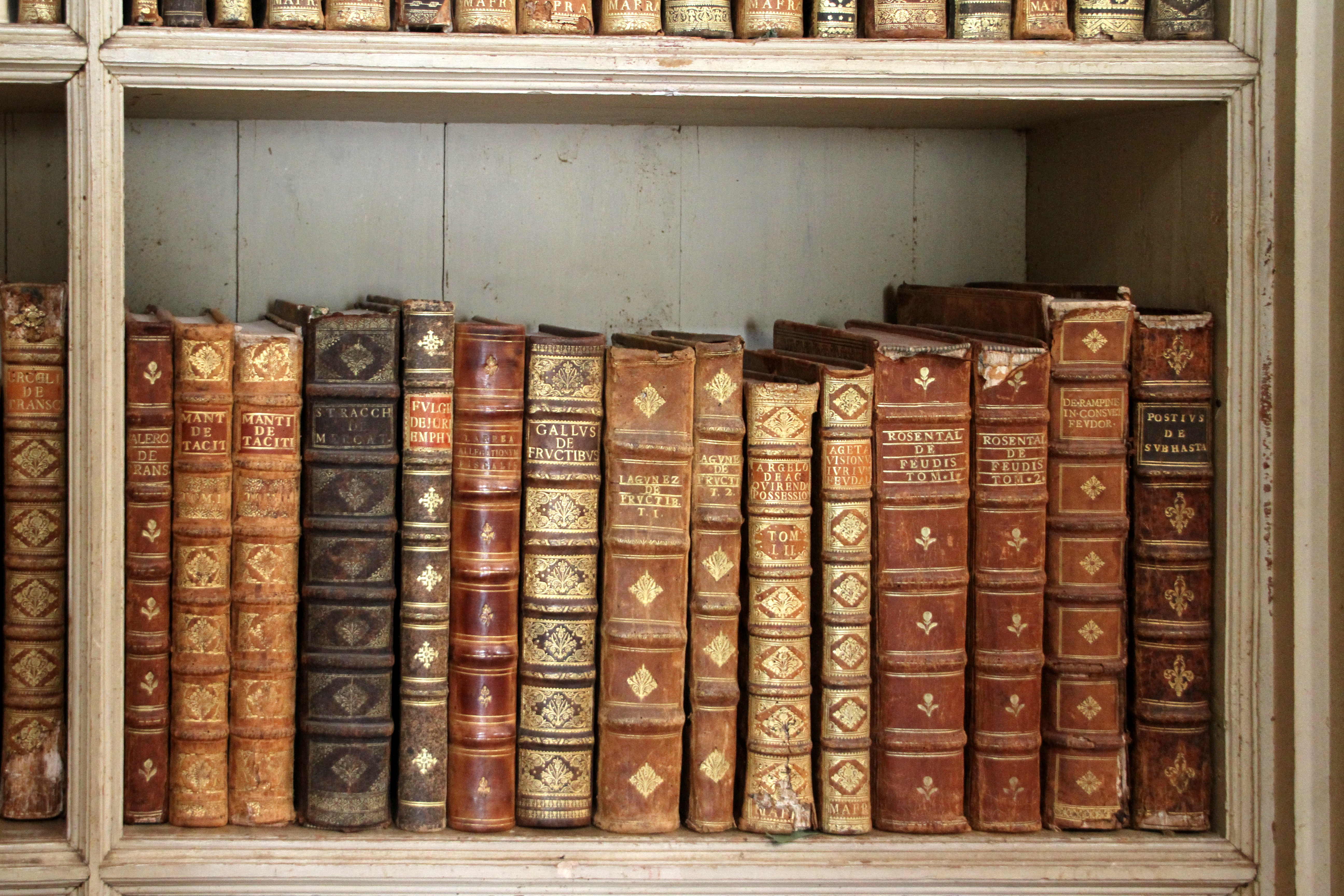